# Chamaecyparis pisifera
Espèce
Classification phylogénétique
Chamaecyparis pisifera (faux-cyprès de Sawara ou cyprès de Sawara, du japonais サワラ  (Sawara)) est une espèce de faux cyprès, originaire du sud et du centre du Japon, en particulier des îles d'Honshū et de Kyūshū,.

## Caractéristiques
Il s'agit d'un conifère à croissance lente pouvant atteindre 35 à 50 mètres de hauteur avec un tronc de deux mètres de diamètre. L'écorce est brun-rouge, avec des fissures verticales et une texture filandreuse. Le feuillage est constitué de branches plates ; les feuilles adultes ressemblent à des écailles, mesurent 1,5 à 2 mm de longueur, avec des bouts en pointe – contrairement aux pointes émoussées des feuilles du Chamaecyparis obtusa (cyprès Hinoki), vert au-dessus et vert en dessous avec une bande stomatale blanche à la base de chaque feuille ; elles sont disposés en paires décussées opposées sur les pousses. Les feuilles juvéniles que l'on trouve sur les branches jeunes ressemblent à des aiguilles de 4 à 8 mm de longueur, douces et d'un bleu-vert glauque. Les cônes sont globuleux, de 4 à 8 mm de diamètre, avec six à dix écailles disposées en paires opposées, mûrissant en automne environ sept ou huit mois après la pollinisation.
Un autre faux-cyprès natif de Taiwan, Chamaecyparis formosensis (cyprès de Formose), diffère par ses cônes plus longs et ovoïdes mesurant de 6  à 10 mm de longueur avec dix à seize écailles.

## Taxonomie et classification
L'épithète latin pisifera (porteur de poire) fait référence à ses petits cônes ronds et verts. L'espèce a été introduite en Amérique en 1861.

## Utilisation
Cet arbre est utilisé au Japon pour faire des charpentes, dans des demeures anciennes, temples ou bains traditionnels, bien que Chamaecyparis obtusa soit plus apprécié. Le bois sent légèrement le citron avec un grain généreux et ne pourrit pas.
C'est aussi un arbre réputé pour les jardins et les parcs, non seulement au Japon, mais aussi dans les pays à climat tempéré, dont le continent européen (résistant à −15 °C) et l'Amérique du Nord.
Au Japon Chamaecyparis pisifera fait partie des cinq espèces d'arbres protégés nommés les Kiso Goshinboku ou cinq arbres sacrés de Kiso.

## Horticulture
Un grand nombre de cultivars sont apparus sur le marché, et sont très appréciés en particulier pour les formes naines et des couleurs dorées ou vert-bleu, avec des feuilles en forme d'aiguilles. L'on peut distinguer les cultivars 'Plumosa', 'Squarosa', 'Sungold' ou 'Boulevard'.
La Royal Horticultural Society a décerné un Award of Garden Merit (confirmé en 2017): pour les cultivars suivants :
- 'Boulevard'[8] : 8 mètres de hauteur, feuillage bleu-vert.
- 'Filifera Aurea'[9] : rond, feuillage doré en aiguilles, jusqu'à 12 mètres de hauteur ; existe une variété naine.
- 'Plumosa Compressa'[10] : nain jusqu'à 90 centimètres, feuillage doux et mousseux pour les jeunes plants.
- 'Sungold'[11] : arbuste rond jusqu'à 3 mètres de hauteur et de largeur avec des aiguilles vert pâle.

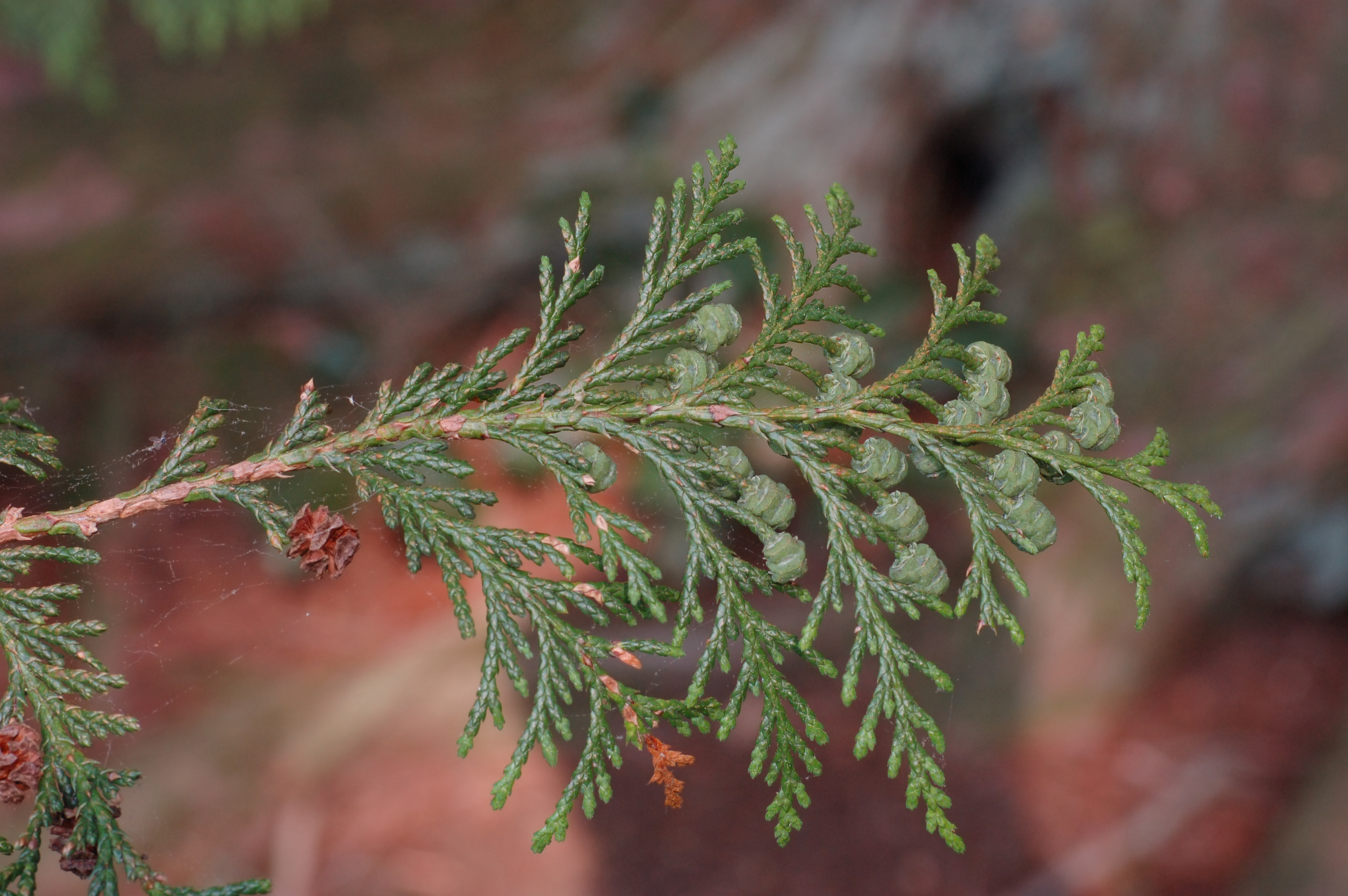
Feuillage et cônes.
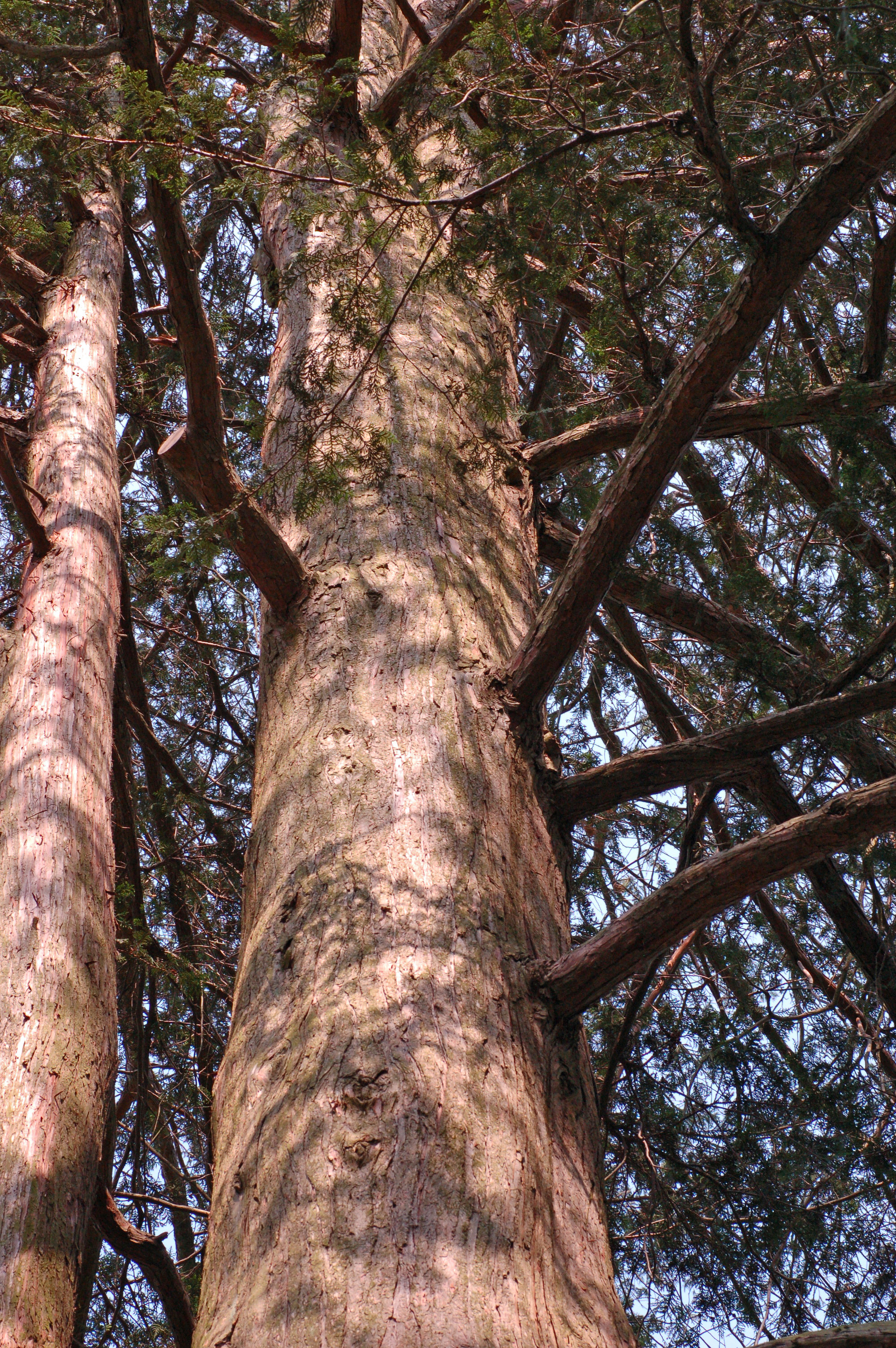
Tronc.
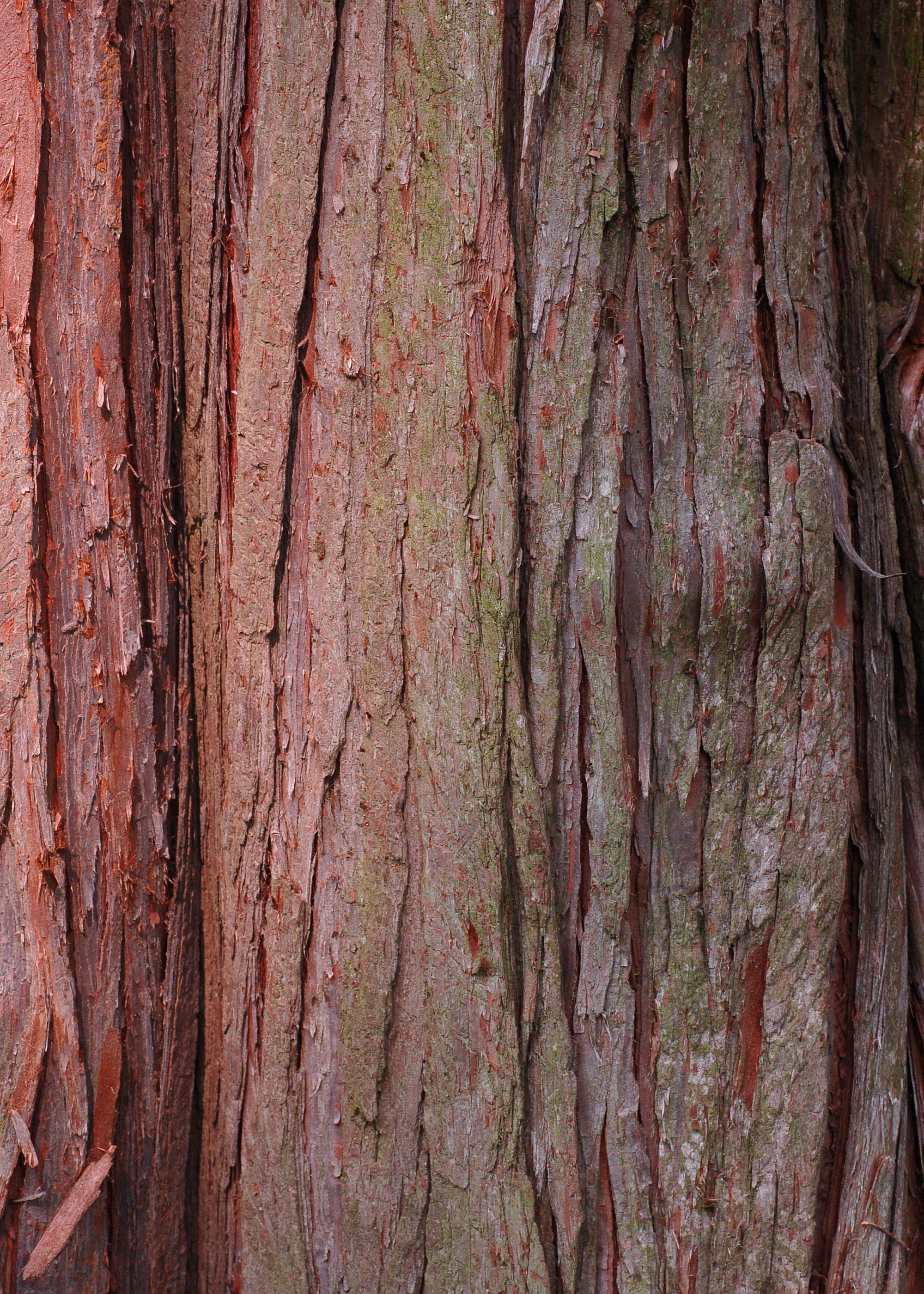
Écorce.

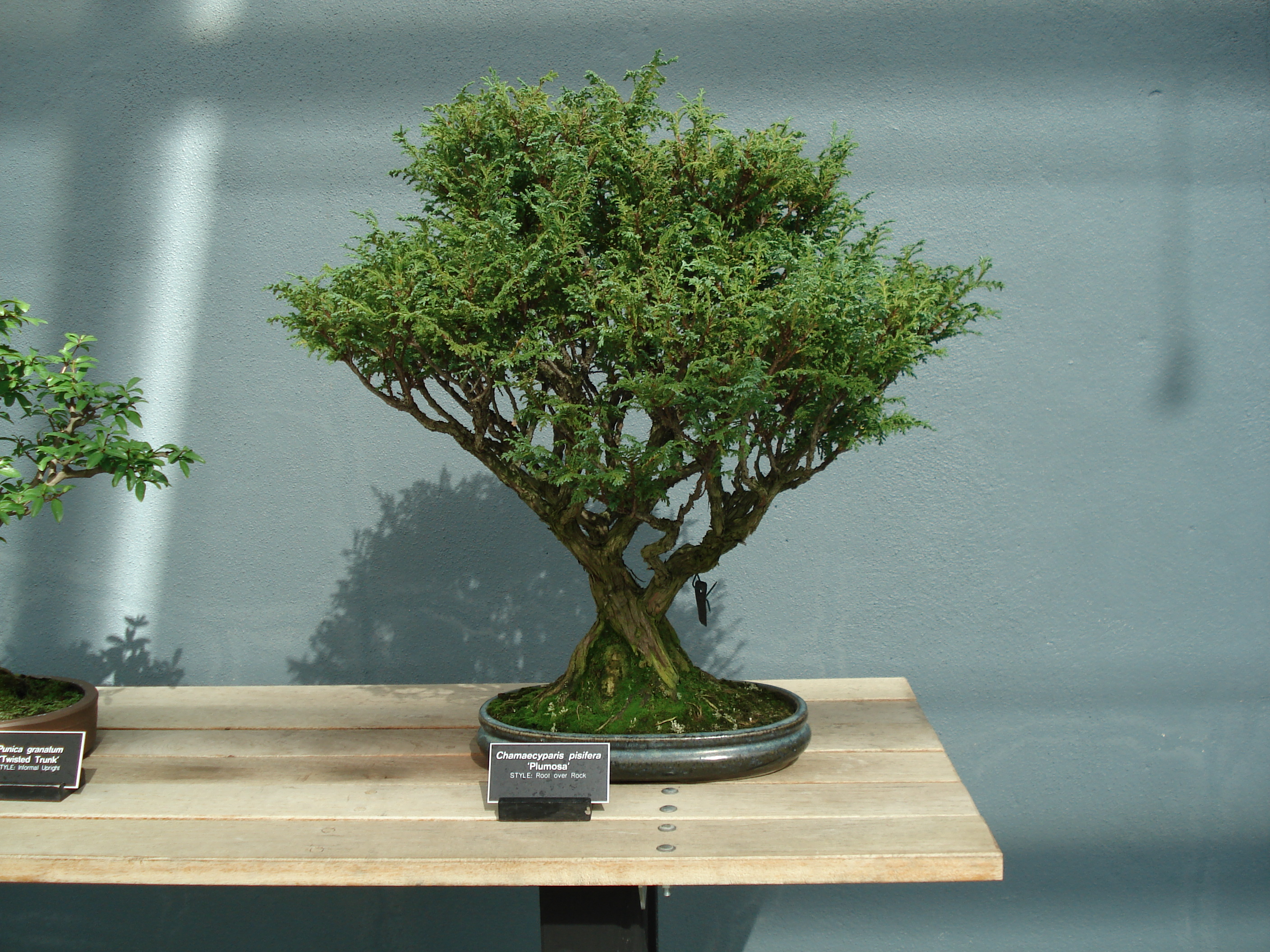
Exemple en bonsaï.
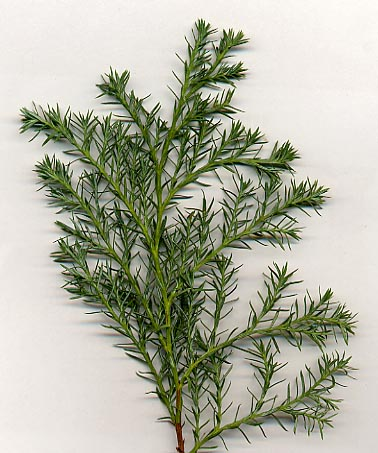
Feuillage d'un jeune cultivar 'Boulevard', avec des feuilles à la texture de plume.
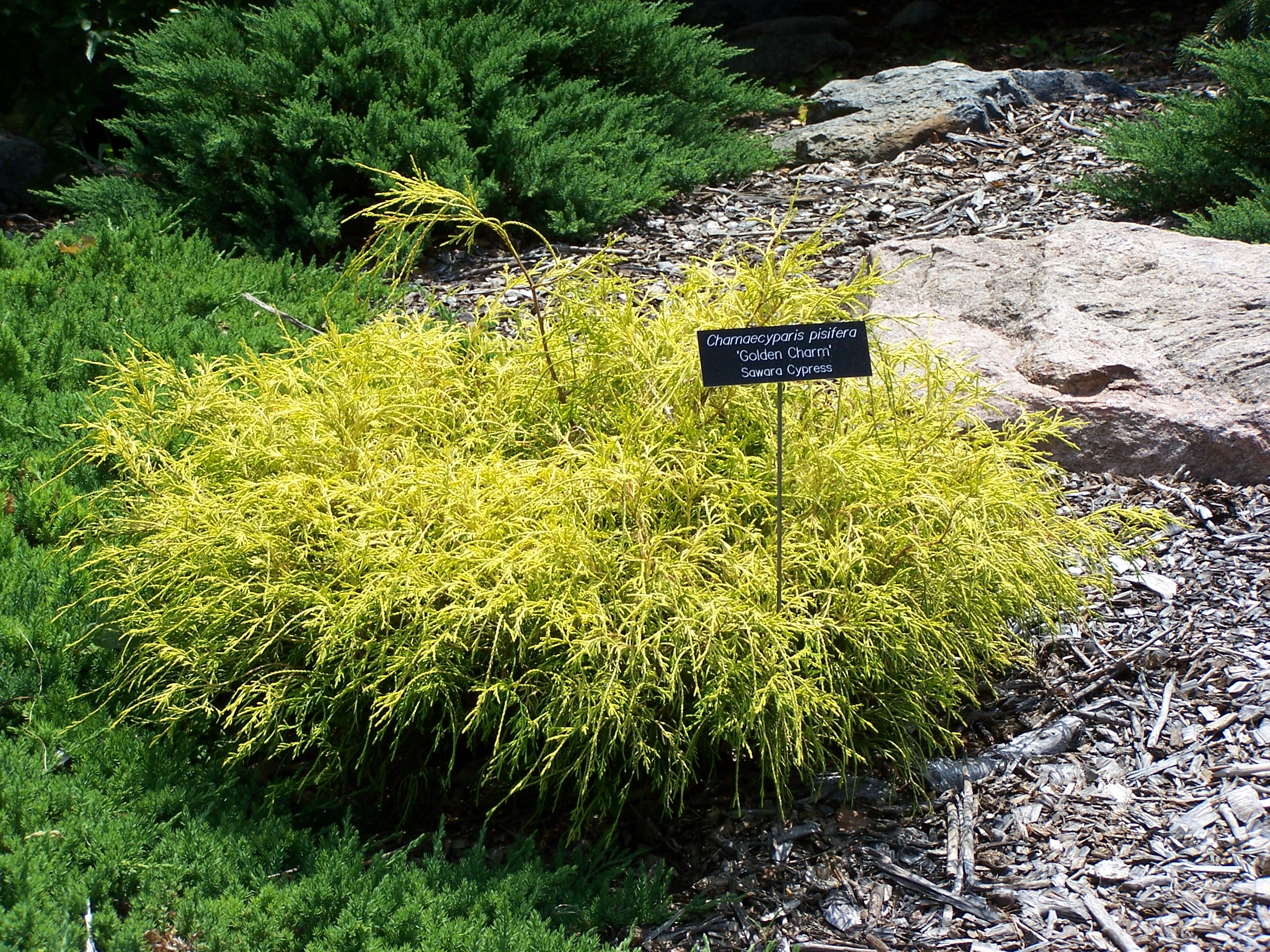
Cultivar 'Golden Charm'.
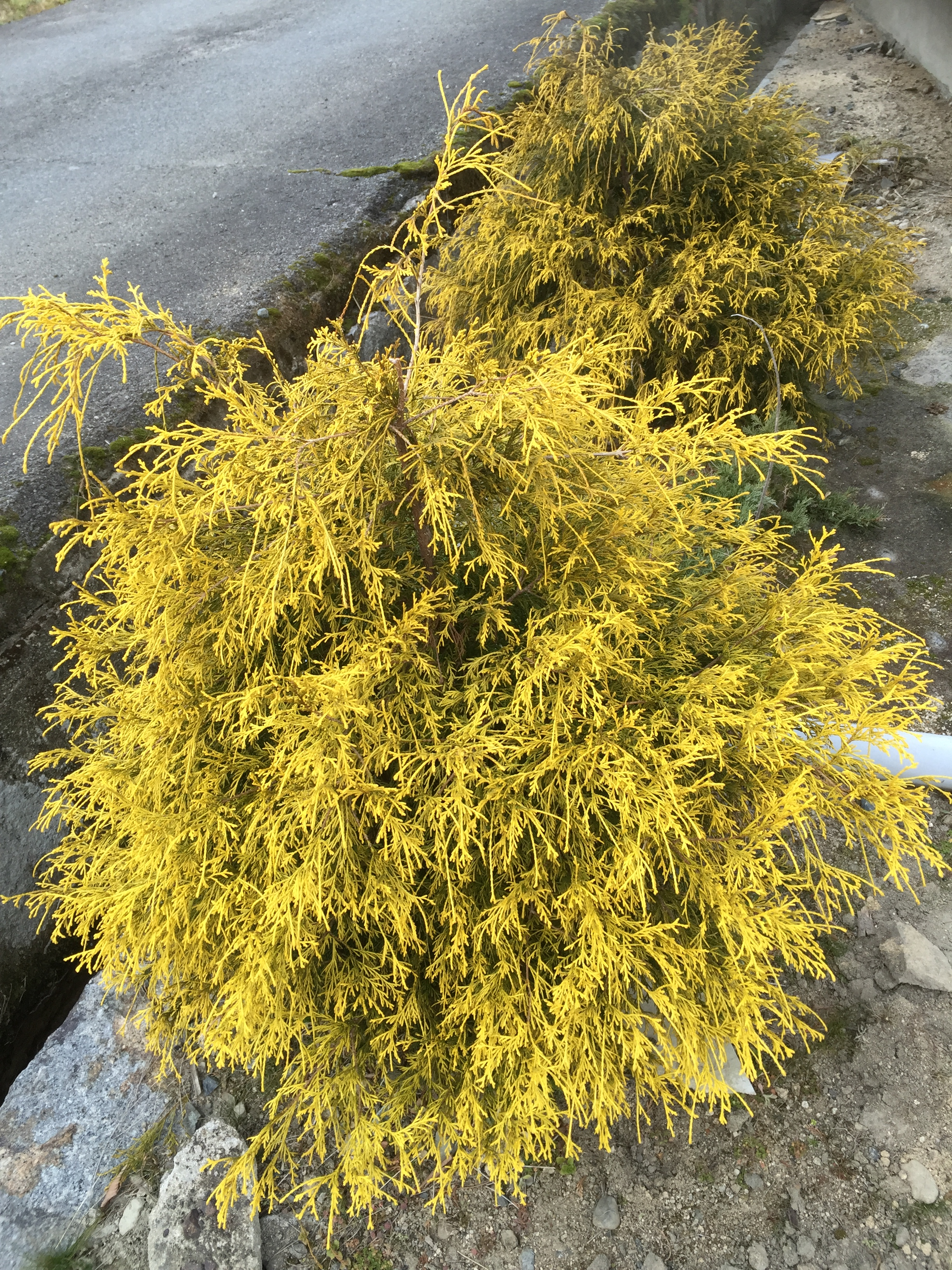
Cultivar 'Filifera Aurea'.
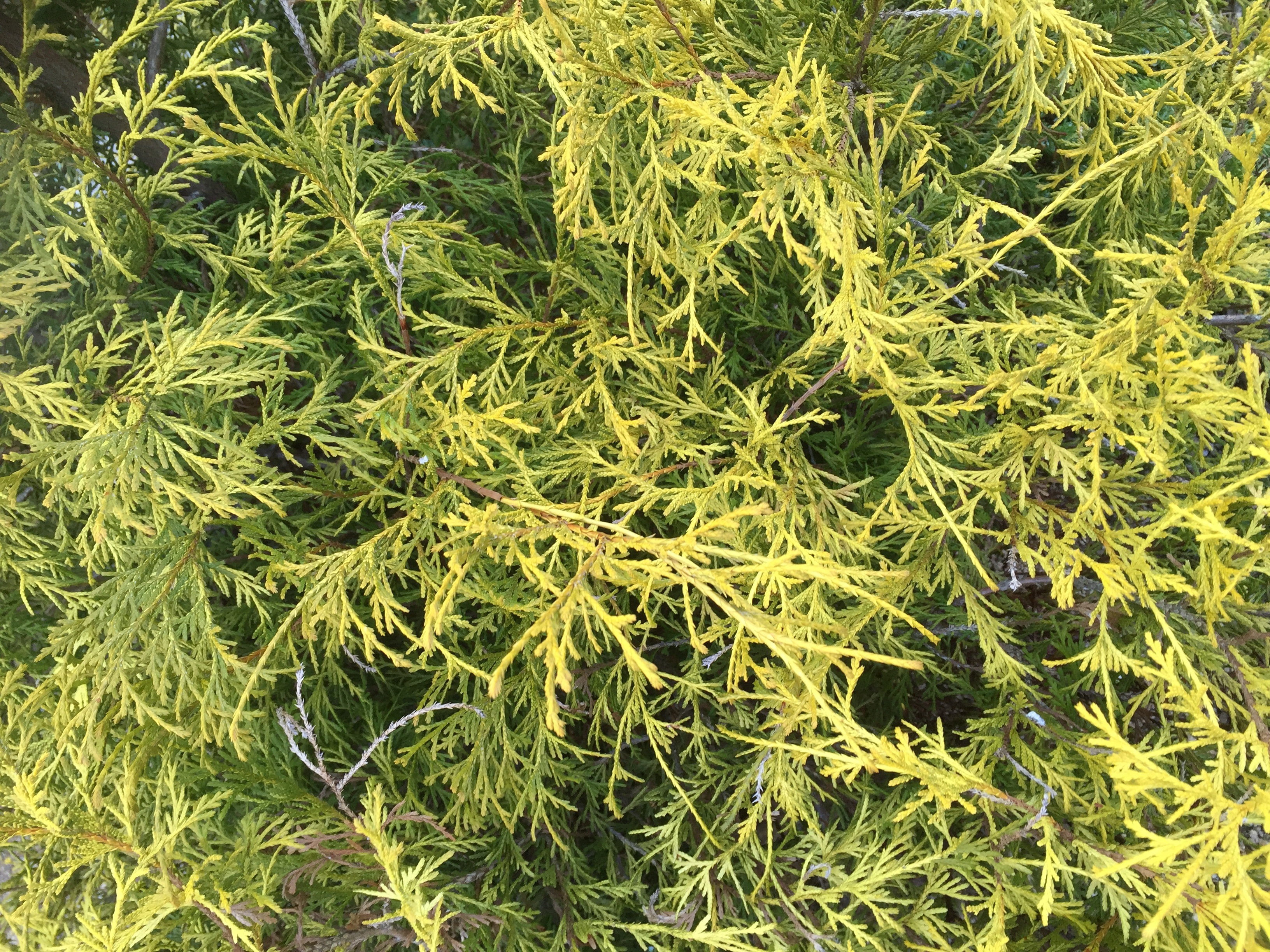
Feuilles de 'Filifera Aurea'.
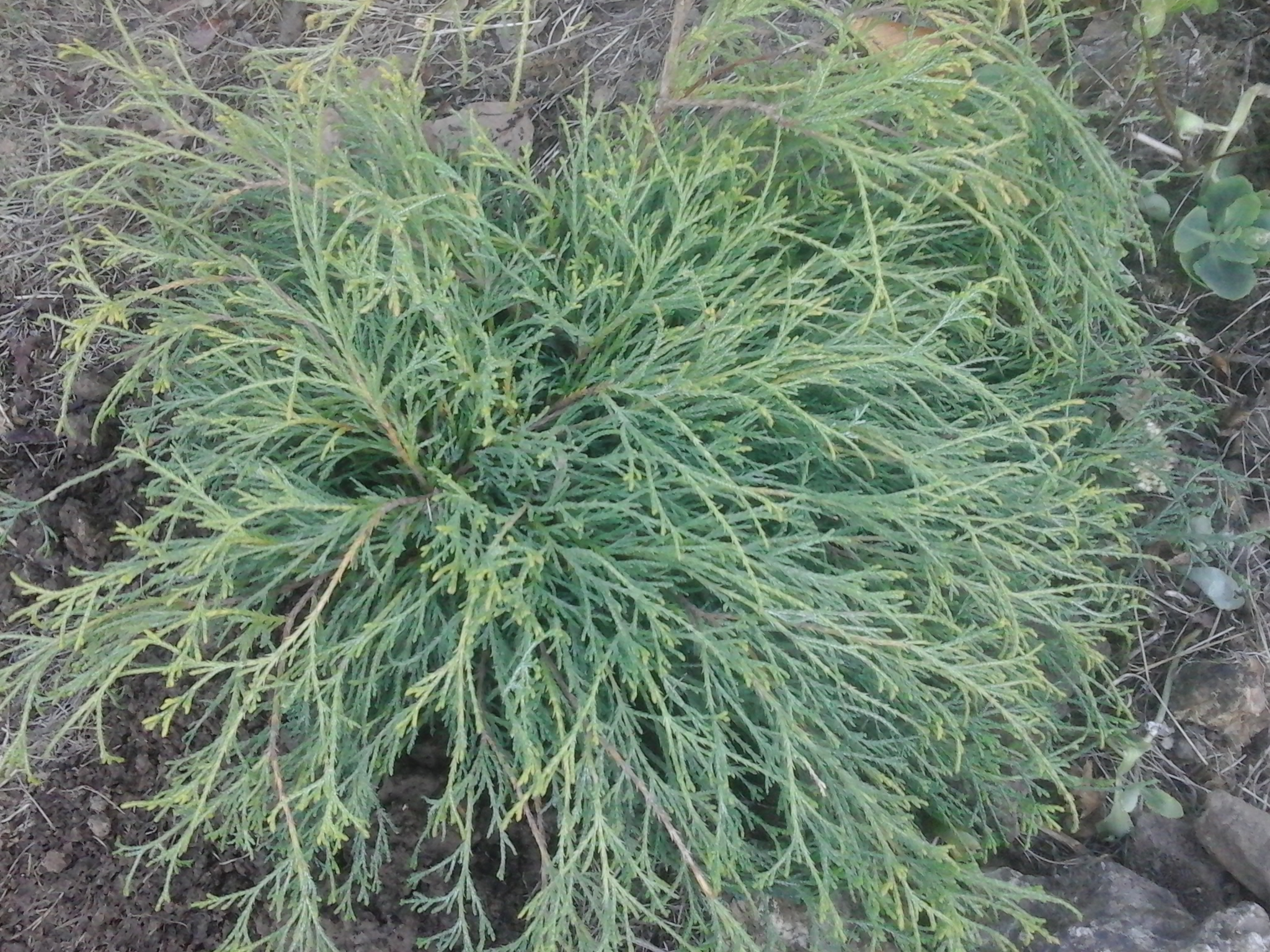
Cultivar 'Sungold'.